# 卡亚尼
卡亚尼，是芬兰共和国北部一城市，位于奥卢湖东南岸，是凯努区的首府，成立于1651年。辖区总面积2264.06平方千米，其中陆地面积1835.40平方千米、水域面积428.66平方千米。2021年3月31日登记人口总数为36563人，人口密度为19.92人/平方千米。芬兰语人口和瑞典语人口比例分别为97.7%和0.1%。19世纪，芬兰民俗学者埃利亚斯·伦罗特从这里开始旅行，在全国各地收集民间传说。

## 历史
卡亚尼建立于瑞典统治时期的1651年，建立者为当时的芬兰长官佩尔·布拉赫，当时仅有400名居民。凯努地区在那时是采用松树制造焦油的一个重要产地。焦油贸易也是当地的支柱产业。成桶的焦油从奥卢湖装载上货船，沿奥卢河运送到奥卢，再从奥卢通往波罗的海，出口到欧洲大陆。

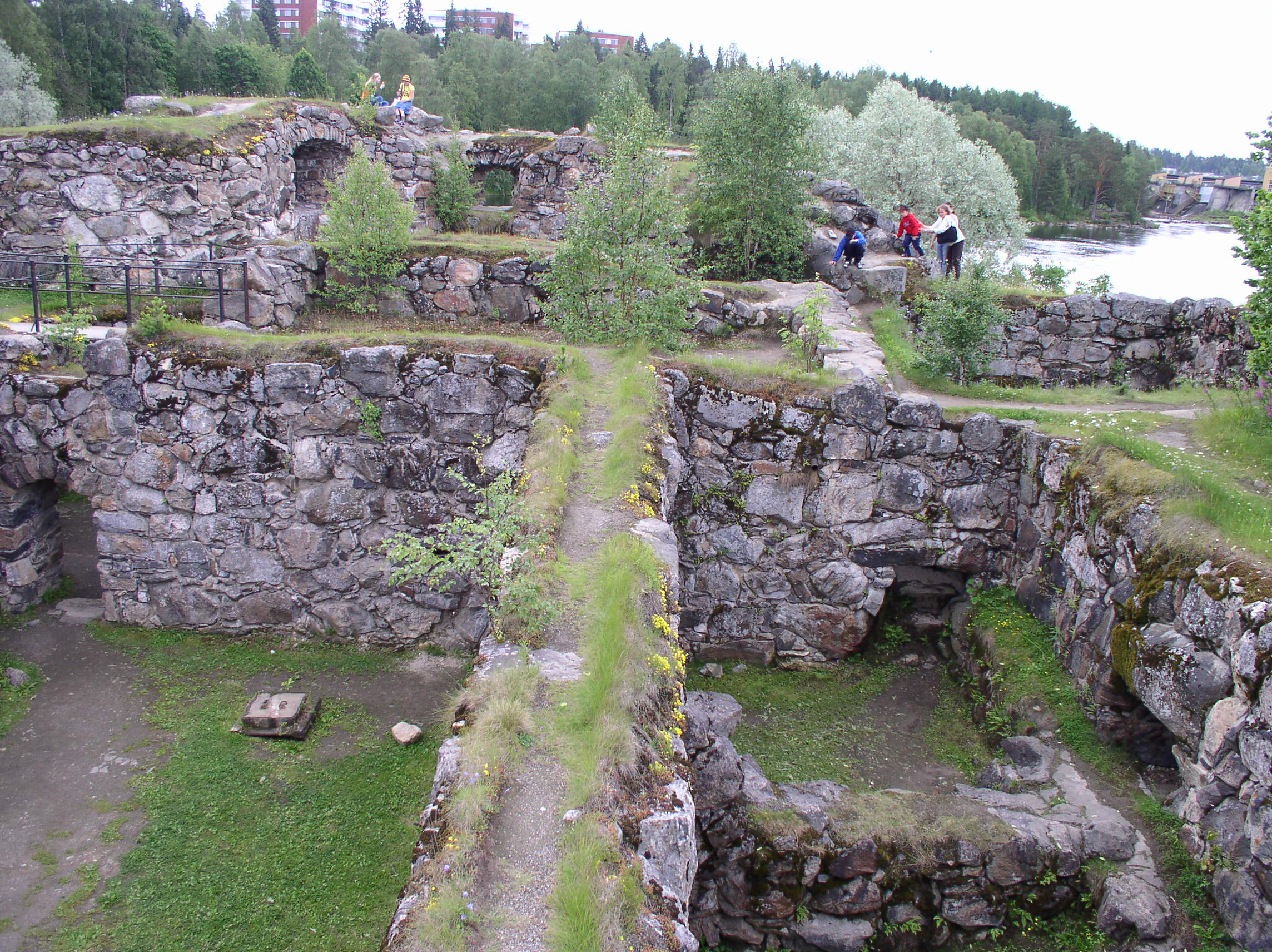
卡亚尼城堡遗迹

卡亚尼市中心卡亚尼河中的一个小岛上保存有卡亚尼城堡的遗迹。这座城堡始建于1604年，1666年完工，在当时具有行政中心、监狱、军事基地、避难所等多种用途。18世纪，俄国入侵时期，卡亚尼城堡被占领。1716年3月，俄国军队炸毁了城堡，从此未再修复过。
20世纪初，卡亚尼逐步实现工业化，城市规模不断扩大，特别是往南通往赫尔辛基和圣彼得堡的铁路建成后，这一进程更加明显。卡亚尼的人口在第二次世界大战结束开始快速增长，而到了20世纪末则开始出现负增长。
1977年，卡亚尼与卡亚尼乡镇合并为新的卡亚尼市。2007年沃利约基市镇并入卡亚尼。

## 经济
卡亚尼的主要产业是木材业和造纸业。卡亚尼造纸厂建于1907年，是卡亚尼最大的私有雇主。芬兰军队的凯努旅也是当地一个重要的雇主，大约有600名雇主，每年招募4000名新兵。火车制造商Transtech Oy在卡亚尼西南郊设有工厂，芬兰铁路的许多客车在此生产。

## 文化
卡亚尼市剧院建于1969年，是芬兰最具声誉的剧院之一，曾被评为2003年的年度剧院，吸引了来自全国各地的许多导演、演员和观众。这个剧院每年都会在凯努地区乃至芬兰其它地区举办巡回演出。卡亚尼音乐学院创办于1957年，每年举办学生音乐会。卡亚尼艺术博物馆于1993年落成，其馆藏主要为芬兰当代艺术作品。
卡亚尼每年最重要的两项文化活动是卡亚尼诗歌周（Kajaanin Runoviikko）和凯努爵士乐之春（Kainuun JazzKevät）。

## 教育
卡亚尼有12所中小学，一所高中和一所职业学院，卡亚尼应用技术大学成立于1992年，在2014年拥有2210名学生，应用技术大学提供护士、工程、体育、商科等课程，大学同时与奥卢大学有合作关系。

## 交通

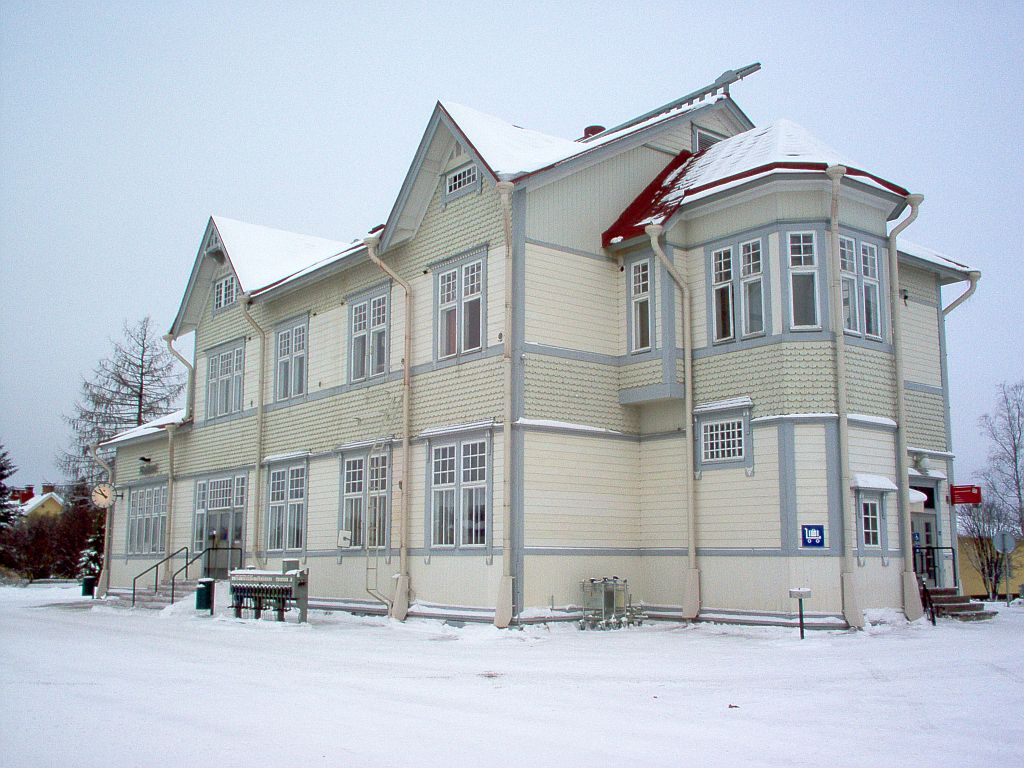
卡亚尼火车站

卡亚尼位于库奥皮奥与库萨莫之间的欧洲E63公路（同时也是芬兰5号国道）上。此外，芬兰的6号、22号、28号高速公路均以卡亚尼为起点。
卡亚尼火车站建于1904年，目前有Pendolino高速列车直达首都赫尔辛基。
卡亚尼机场于1957年启用，现有芬兰航空的固定航班飞往赫尔辛基。Oulun Tilauslento Oy公司经营包机、货运及救援飞机，通达斯堪的纳维亚、波罗的海国家以及科拉半岛。

## 姐妹城市
卡亚尼共与世界上6个城市结成了姐妹城市关系：
- 瑞典厄斯特松德（1943年起）
- 俄羅斯罗斯托夫（1956年起）
- 德国施瓦尔姆-埃德尔县（1973年起）
- 匈牙利尼赖吉哈佐（1981年起）
- 美国马凯特（1997年起）
- 中国九江（2006年起）